# Polynesia Cup 2000
Polynesia Cup 2000 – trzecia edycja turnieju Polynesia Cup. Został rozegrany od 6 do 14 czerwca 2000 na stadionie Stade Pater Te Hono Nui w Pirae na Tahiti. Podczas turnieju reprezentacje z Polinezji rywalizowały o dwa pierwsze miejsca w tabeli, które dawały awans do Pucharu Narodów Oceanii 2000. Zwycięstwo po raz trzeci z rzędu wywalczyli gospodarze, a drugie miejsce zajęła reprezentacja  Wysp Cooka.

## Tabela
| Lp. | Drużyna            | M | Z | R | P | Bramki | Pkt |
| --- | ------------------ | - | - | - | - | ------ | --- |
| 1   | Tahiti             | 4 | 4 | 0 | 0 | 30 : 2 | 12  |
| 2   | Wyspy Cooka        | 4 | 3 | 0 | 1 | 8 : 5  | 9   |
| 3   | Samoa              | 4 | 2 | 0 | 2 | 13 : 6 | 6   |
| 4   | Tonga              | 4 | 1 | 0 | 3 | 4 : 15 | 3   |
| 5   | Samoa Amerykańskie | 4 | 0 | 0 | 4 | 2 : 29 | 0   |

| Legenda |                                       |
|         | Awans do Pucharu Narodów Oceanii 2000 |

## Wyniki
| 6 czerwca 2000 | Tonga | 0:4 | Samoa | Stade Pater Te Hono Nui |
|                |       |     |       |                         |

| 6 czerwca 2000 | Tahiti | 18:0 | Samoa Amerykańskie | Stade Pater Te Hono Nui |
|                |        |      |                    |                         |

| 8 czerwca 2000 | Tahiti | 2:1 | Samoa | Stade Pater Te Hono Nui |
|                |        |     |       |                         |

| 8 czerwca 2000 | Wyspy Cooka | 2:1 | Tonga | Stade Pater Te Hono Nui |
|                |             |     |       |                         |

| 10 czerwca 2000 | Tahiti | 8:1 | Tonga | Stade Pater Te Hono Nui |
|                 |        |     |       |                         |

| 10 czerwca 2000 | Wyspy Cooka | 3:0 | Samoa Amerykańskie | Stade Pater Te Hono Nui |
|                 |             |     |                    |                         |

| 12 czerwca 2000 | Samoa | 6:1 | Samoa Amerykańskie | Stade Pater Te Hono Nui |
|                 |       |     |                    |                         |

| 12 czerwca 2000 | Tahiti | 2:0 | Wyspy Cooka | Stade Pater Te Hono Nui |
|                 |        |     |             |                         |

| 14 czerwca 2000 | Tonga | 2:1 | Samoa Amerykańskie | Stade Pater Te Hono Nui |
|                 |       |     |                    |                         |

| 14 czerwca 2000 | Wyspy Cooka | 3:2 | Samoa | Stade Pater Te Hono Nui |
|                 |             |     |       |                         |

Wyniki: